# Wilhelm Käber

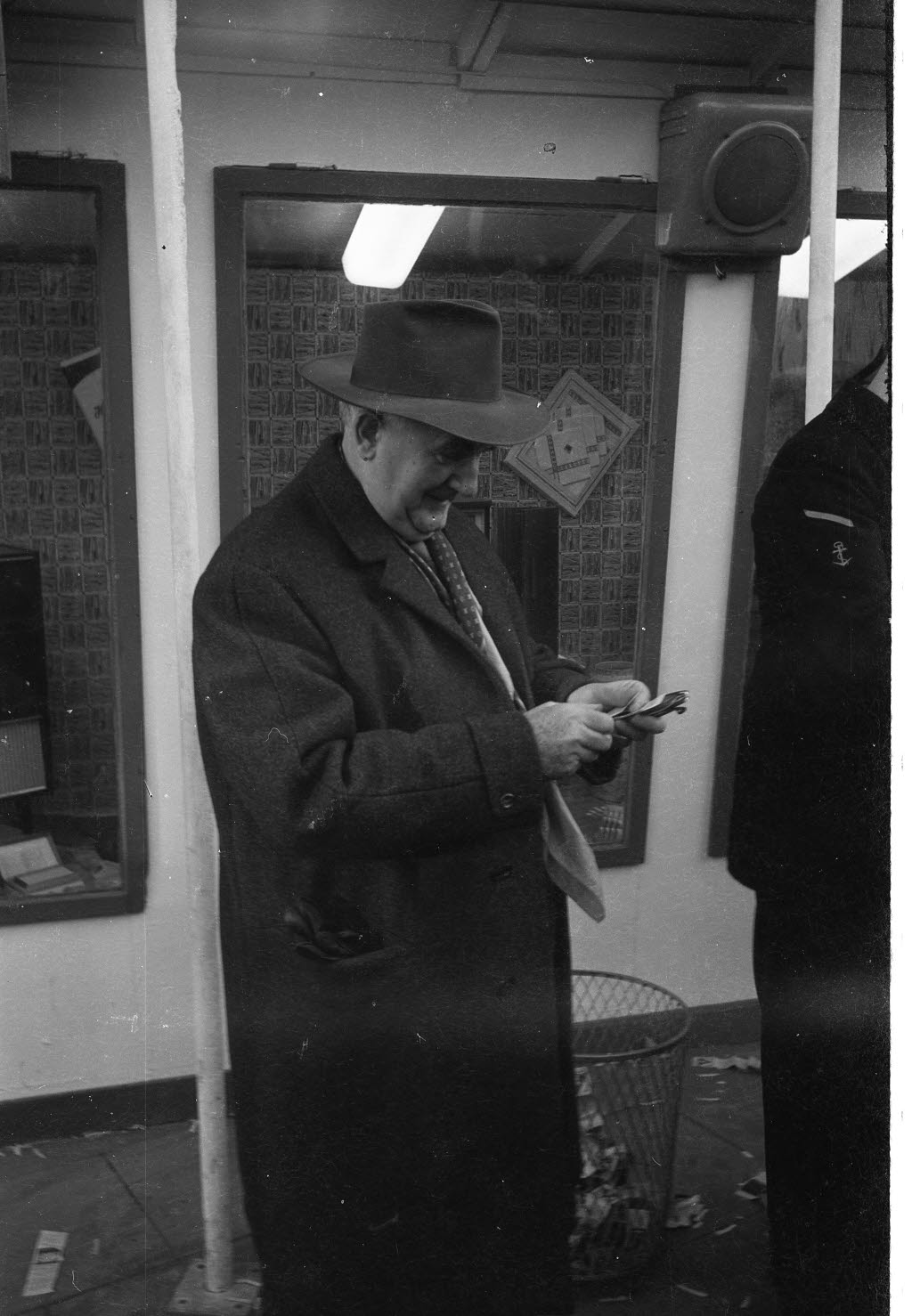
Wilhelm Käber bei der Weihnachtslotterie am Berliner Platz (14. Dezember 1963)

Wilhelm Käber (* 27. Dezember 1896 in Duderstadt; † 19. November 1987 in Kiel) war ein deutscher Politiker der SPD.

## Leben und Beruf
Käber wuchs in der Provinz Posen auf. Nach dem Abitur kam er in die Niederlausitz. Er besuchte das Lehrerseminar und war von 1921 bis 1925 Volksschullehrer im Waldenburger Land. 1925 wurde er Kommunalbeamter, aus dem öffentlichen Dienst wurde er 1933 von den Nationalsozialisten entlassen. Während des Zweiten Weltkrieges war Käber bei der Heeresmunitionsanstalt Lockstedter Lager mit dem Dienstgrad Oberfeuerwerker. Nach seiner Entlassung blieb er in der Gemeinde als Kaufmann und gründete einen Wagenbaubetrieb. Käber war dreimal verheiratet und hatte vier Kinder.

## Partei
Käber wurde nach dem Ersten Weltkrieg SPD-Mitglied. Danker und Lehmann-Himmel charakterisieren ihn in ihrer Studie über das Verhalten und die Einstellungen der Schleswig-Holsteinischen Landtagsabgeordneten und Regierungsmitglieder der Nachkriegszeit in der NS-Zeit als Protagonisten der Arbeiterbewegung und daher als „oppositionell-gemeinschaftsfremd“.

## Abgeordneter
Von 1921 bis 1925 war Käber Gemeinderat und Kreistagsabgeordneter. Von 1945 bis 1955 war er Gemeinderat im Lockstedter Lager und gehörte dem Kreistag im Kreis Steinburg an.
Von 1946 bis 1967 war Käber Landtagsabgeordneter in Schleswig-Holstein. Er vertrat dabei zunächst den Wahlkreis Steinburg-Nord und später den Wahlkreis Kiel-Ost im Parlament. Vom 3. Oktober 1953 bis zum 18. Oktober 1966 war er als SPD-Fraktionsvorsitzender auch Oppositionsführer. Im zweiten ernannten Landtag (1946/47) war er Vorsitzender des Ausschusses für Verfassung und Geschäftsordnung. Vom 8. Mai bis 8. November 1947 war er Vorsitzender des Innenausschusses des Landtages.
Der Landtag wählte Käber zum Mitglied der dritten (1. Juli 1959) und vierten (1. Juli 1964) Bundesversammlung, die jeweils Heinrich Lübke zum Bundespräsidenten wählte.

## Öffentliche Ämter
Vom 18. Dezember 1945 bis zum 25. September 1946 war Käber ehrenamtlicher Bürgermeister der Gemeinde Lockstedter Lager und vom 24. Oktober 1946 bis zum 29. November 1947 auch ehrenamtlicher Landrat im Kreis Steinburg.
Vom 19. Juni bis zum 6. November 1946 war Käber zunächst Parlamentarischer Vertreter des Landesinnenministers. Anschließend amtierte Käber bis zum 5. September 1950 als Landesminister des Inneren in Schleswig-Holstein, ab 29. August 1949 war er gleichzeitig stellvertretender Ministerpräsident.

## Ehrungen
Käber wurde am 18. Oktober 1963 mit dem Großen Verdienstkreuz mit Stern und Schulterband des Bundesverdienstkreuzes ausgezeichnet.
In Hohenlockstedt, dem ehemaligen Lockstedter Lager, wurde eine Schule nach ihm benannt.